# Papiro 32

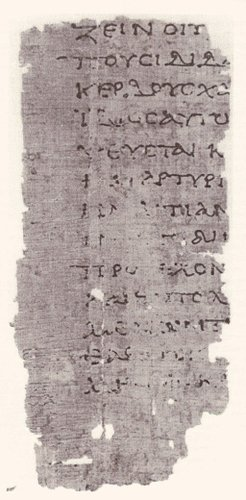
El Papiro Rylands 5 con Tito 1:11-15

El Papiro 32 (en la numeración Gregory-Aland), designado como {\displaystyle {\mathfrak {P}}}32, es una copia antigua del Nuevo Testamento en griego. Es un manuscrito en papiro de la Epístola a Tito, contiene únicamente Tito Titus 1:11-15; 2:3-8. El manuscrito paleográficamente ha sido asignado a finales del siglo II.

## Historia
El manuscrito fue descubierto en Oxirrinco por Hunt, quién publicó su texto en 1911. Ernst von Dobschüt lo ubicó en el grupo de la lista de los manuscritos del Nuevo Testamento dándole el número 32 ª. Hunt dijo que era de una fecha antigua, pero sin indicar edad exacta. Aland dio una fecha aproximada al año 200. Más adelante se estableció a finales del siglo II.
Actualmente está guardado con el Papiro Rylands en la John Rylands University Library (Gr. P. 5) en Mánchester.

## Descripción
Está escrito en letras redondas y grandes. Se puede observar una leve tendencia a división de palabras. Contiene los nombres sagrados abreviados.
El texto griego de este códice es una representación del tipo textual alejandrino. Aland lo describió como "al menos un texto normal", el lo ubicó en la Categoría I. Este manuscrito muestra acuerdo con el Códice Sinaítico y con F G.

## Texto griego
El papiro está escrito en ambos lados. Los caracteres que están escritos en negrilla son los que pueden ser vistos en el {\displaystyle {\mathfrak {P}}}32. Este coincide con el Códice Sinaítico, el Codex Augiensis, y el Códice Boerneriano.
Epístola a Tito 1:11-15 (recto)

EΠIΣTOMI-
ZEIN OITINEΣ OΛOYΣ OIKOYΣ ANATPE-

ΠOYΣI ΔIΔAΣKONTEΣ A MH ΔEI AIΣXPOY

KEPΔOYΣ XAPIN EIΠEN TIΣ EΞ AYTΩN

IΔIOΣ AYTΩN ΠPOΦHTHΣ KPHTEΣ AEI

ΨEYΣTAI KAKA ΘHPIA ΓAΣTEPEΣ APΓAI

H MAPTYPIA AYTH EΣTIN AΛHΘHΣ ΔI

HN AITIAN EΛENXE AYTOYΣ AΠOTOMΩΣ

INA YΓIAINΩΣIN EN TH ΠIΣTEI MH

ΠPOΣEXONTEΣ IOYΔAIKOIΣ MYΘOIΣ

KAI ENTOΛAIΣ ANΘPΩΠΩN APOΣTPEΦO-

MENΩN THN AΛEΘEIAN ΠANTA KA-

ΘAPA TOIΣ KAΘAPOIΣ TOIΣ ΔE MEMIAM-

MENOIΣ KAI AΠIΣTOIΣ OYΔEN KAΘAPON

epistomi-

zein oitines olous oikous anatre-

pousin didaskontes a mē dei aischrou

kerdous charin eipen tis ex autōn 

idios autōn prophētēs krētes aei 

pseustai kaka thēria gasteres argai 

ē marturia autē estin alēthēs di 

ēn aitian elenche autous apotomōs 

ina ugiainōsin en tē pistei mē 

prosechontes ioudaikois muthois 

kai entolais anthrōpōn apostrepho-

menōn tēn alētheian panta ka-

thara tois katharois tois de memiam-

menois kai apistois ouden katharon

...
a cerrar la boca, porque están molestando a familias enteras,

enseñando lo que no deben, falta de honradez

por la ganancia. Uno de ellos dijo,

incluso su propio profeta, los "Cretenses siempre son

mentirosos, salvajes bestias, glotones perezosos".

El testimonio en esto es verdad. Por

esta razón, repréndelos severamente,

para que estén saludables en la fe; Y no

presten atención a los mitos judíos,

y los mandamientos de los hombres, que se

apartan de la verdad. Todas las cosas son

puras para los puros: pero a los que son

contaminados e incrédulos, nada les es puro.

Epístola a Tito 2:3-8 (verso)

ΔIABO-

ΛOYΣ MHΔE OINΩ ΠOΛΛΩ ΔEΔOYΛΩ-

MENAΣ KAΛOΔIΔΣKAΛOYΣ INA

ΣΩΦPONIZΩΣIN TAΣ NEAΣ ΦIΛAN-

ΔPOYΣ EINAI ΦIΛOTEKNOYΣ ΣΩΦPO-

NAΣ AΓNAΣ OIKOYPΓOYΣ AΓAΘAΣ

YΠOTAΣΣOMENAΣ TOYΣ IΔIOIΣ AN-

ΔPAΣIN INA MH O ΛOΓOΣ TOY ΘY BΛA-

ΣΦHMHTAI TOYΣ NEΩTEPOYΣ

ΩΣAYTΩΣ ΠAPAKAΛEI ΣΩΦPON-

EIN ΠEPI ΠANTA ΣEAYTON ΠAPE-

XOMENOΣ TYΠON KAΛΩN EPΓΩN

EN TH ΔIΔAΣKAΛIA AΦΘONIAN ΣE-

MNOTHTA ΛOΓON YΓIH AKATAΓNΩ-

ΣTON INA O EΞ ENANTIAΣ ENTPA-

ΠH

diabo-

lous mēde oinō pollō dedoulō-

menas kalodidaskalous ina

sōphronizōsin tas neas philan-

drous einai philoteknous sōphro-

nas agnas oikourgous agathas

upotassomenas tois idiois an-

drasin ina mē o logos tou thu bla-

sphēmētai tous neōterous

ōsautōs parakalei sōphron-

ein peri panta seauton pare-

chomenos tupon kalōn ergōn

en tē didaskalia aphthonian se-

mnotēta logon ugiē akatagnō-

ston ina o ex enantias entra-

pē

...
calumniadoras, ni a mucho vino esclavizadas,

maestras del bien. Para que

puedan hacer conciencia a las mujeres jóvenes, para que amen a sus esposos,

amen a sus hijos. De mente sana,

Puras, trabajadoras en casa, bondadosas,

sumisas a sus propios esposos.

para que no, pueda la palabra de Dios ser blasfemada.

Los hombres jóvenes,

igualmente, a que sean de mente sana.

en todas las cosas, mostrándote a ti mismo

un ejemplo de las obras buenas:

en la enseñanza mostrando integridad, seriedad,

solidez de palabra irreprochable;

para que los que se oponen puedan ser avergonzados,

## Lectura adicional
- Arthur Surridge Hunt, Catalogue of the Greek Papyri in the John Ryland Library I, Literatury Texts (Manchester 1911), pp. 10-11.